# Vít Krejčí
Vít Krejčí (ur. 19 czerwca 2000 w Strakonicach) – czeski koszykarz, występujący na pozycjach rozgrywającego lub rzucającego obrońcy, reprezentant kraju, od 2023 zawodnik Atlanty Hawks oraz zespołu G-League – College Park Skyhawks.
27 września 2022 został wytransferowany do Atlanty Hawks. 14 września 2023 dołączył do Minnesoty Timberwolves. 19 października 2023 opuścił klub. 22 grudnia 2023 podpisał kolejną umowę z Atlantą Hawks, również na występy w zespole oraz zespołu G-League – College Park Skyhawks.

## Osiągnięcia
Stan na 12 stycznia 2024, na podstawie, o ile nie zaznaczono inaczej.

### Drużynowe
- 3. miejsce podczas rozgrywek Ligi Mistrzów (2021)
- 4. miejsce podczas rozgrywek Ligi Mistrzów (2020)
- Brązowy medalista mistrzostw:
  - Hiszpanii kadetów (2016)
  - Czech U–15 (2014)

### Indywidualne
- Zaliczony do I składu najlepszych młodych zawodników Ligi Endesa (2020)
- MVP mistrzostw Czech U–15 (2014)

### Reprezentacja
Seniorska
- Uczestnik:
  - mistrzostw Europy (2022)[8]
  - kwalifikacji do:
    - Eurobasketu (2020)
    - mistrzostw świata (2019)

Młodzieżowe
- Wicemistrz Europy U–20 dywizji B (2019)
- Uczestnik mistrzostw Europy dywizji B:
  - U–18 (2017 – 13. miejsce, 2018 – 5. miejsce)
  - U–16 (2015 – 16. miejsce, 2016 – 8. miejsce)
- Zaliczony do I składu mistrzostw Europy U–20 dywizji B (2019)